# Mausoleo di Glanum
Il mausoleo di Glanum è un monumento funerario gallo-romano situato nell'antica città di Glanum, vicino all'odierna città di Saint-Rémy-de-Provence, in Francia. Venne eretto tra il 30 a.C. e il 20 a.C., durante il principato di Augusto. È molto ben conservato sia per quanto riguarda la struttura sia per le decorazioni. 
L'iscrizione presente sul monumento recita:
SEX(tus) M(arcus) L(ucius) IVLIEI C(aii) •F(ilii) PARENTIBVS SVEIS

Sesto, Marco e Lucio Giulio, figli di Gaio, per i loro genitori.
Il nomen Giulio indica che i defunti sono Galli i cui antenati avevano ottenuto la cittadinanza romana combattendo nell'esercito romano, ai tempi di Giulio Cesare o di Augusto. Come di consueto, questi antenati presero il cognome di coloro che li avevano liberati concedendogli la cittadinanza. 
La forma del mausoleo è tipica di altri monumenti sepolcrali italiani e africani. La struttura, alta 16 metri, è divisa in tre parti:
- una parte inferiore, cubica e decorata con rilievi, come un sarcofago;
- una parte intermedia, a forma di arco quadrifronte;
- una parte superiore, a forma di tempio rotondo.

## Parte inferiore
La parte inferiore non contiene una camera sepolcrale, il che rende il monumento un cenotafio. Quattro rilievi, decorati da festoni, occupano gran parte della base e illustrano scene storiche e mitologiche:
- Est: è ispirato alla lotta tra i Greci e le Amazzoni; si vede un combattente prendere un trofeo da un avversario morto.
- Sud: è rappresentata la leggenda della caccia al cinghiale calidonio; sono raffigurati Meleagro e i due Dioscuri, Castore e Polluce.
- Ovest: è rappresentata una scena della guerra di Troia e il combattimento per recuperare il corpo di Patroclo.
- Nord: è rappresentata una battaglia senza chiari riferimenti mitologici; rappresenta probabilmente una scena legata all'ottenimento da parte del defunto della cittadinanza romana.

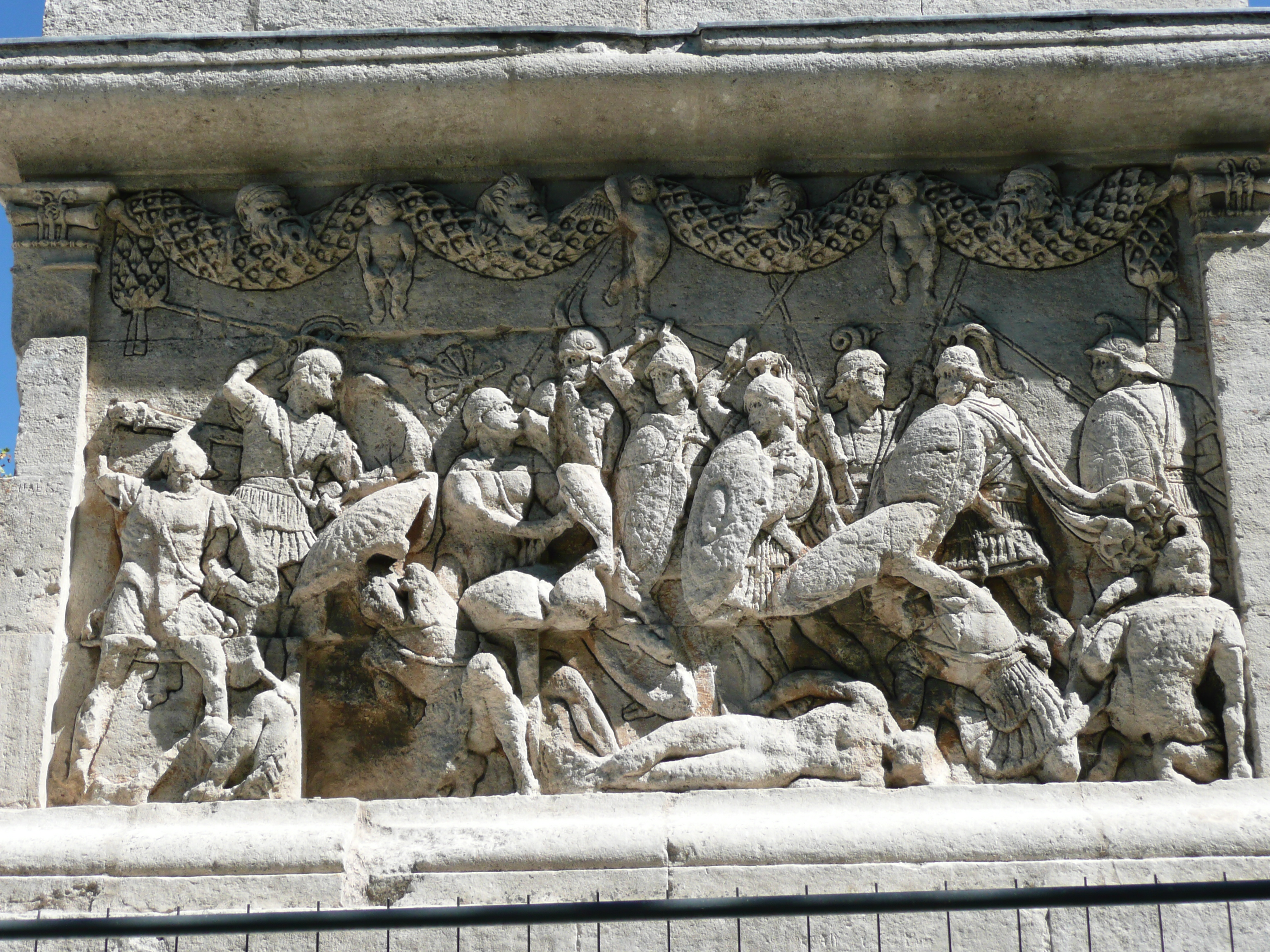
Scena 1: guerra di Troia e il combattimento per recuperare il corpo di Patroclo
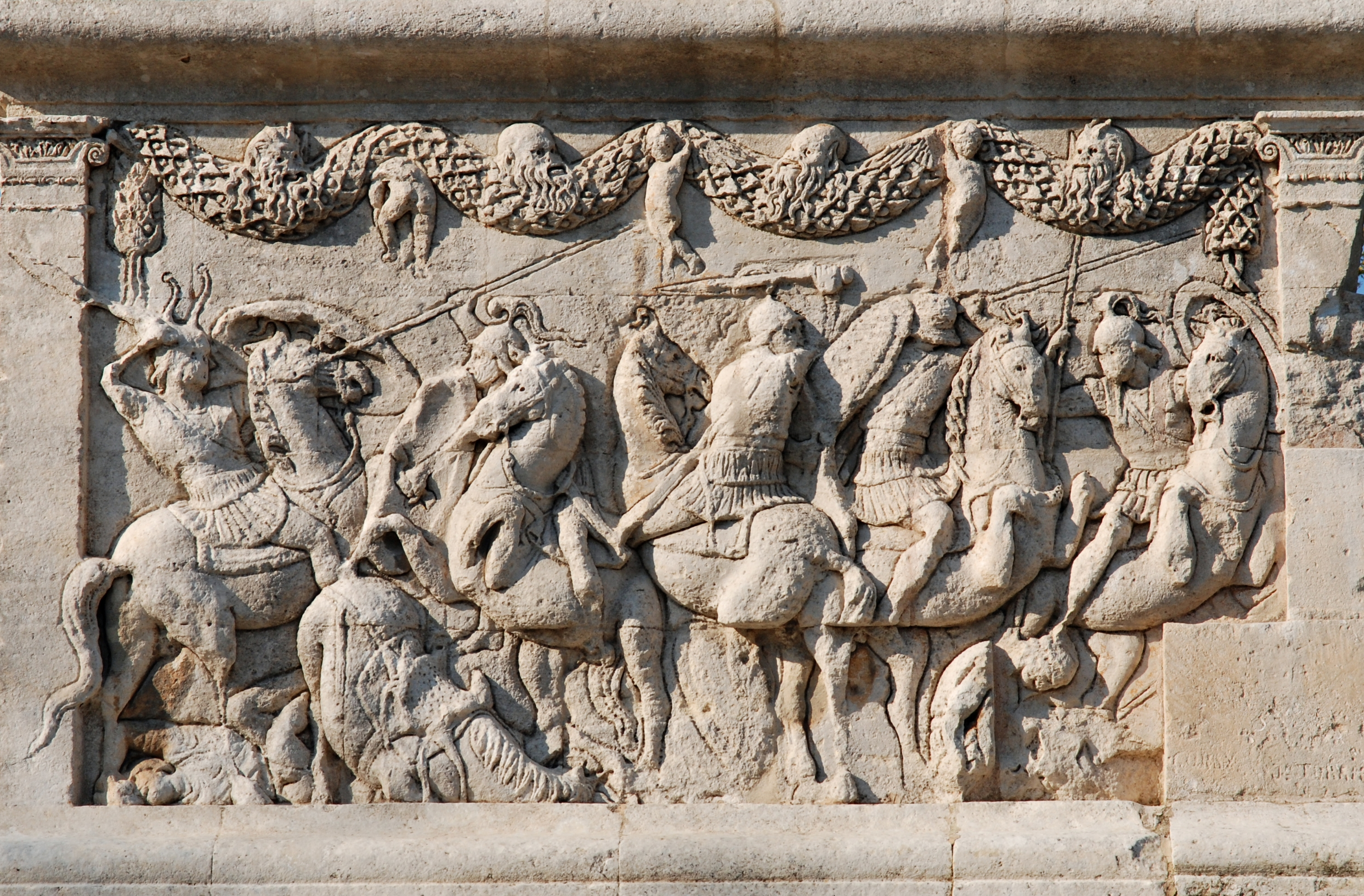
Scena 2: combattimento tra cavallerie
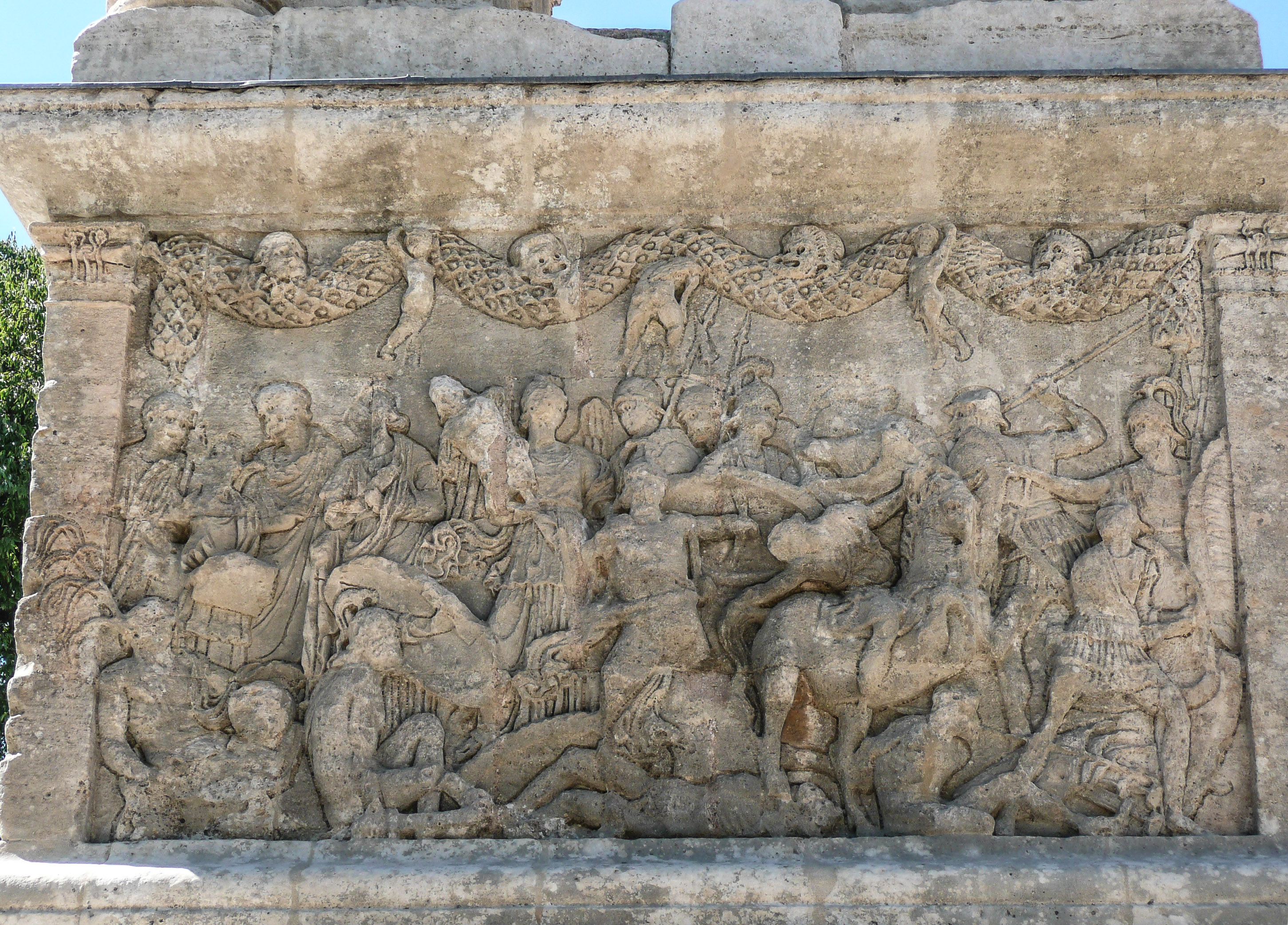
Scena 3: lotta tra i Greci e le Amazzoni
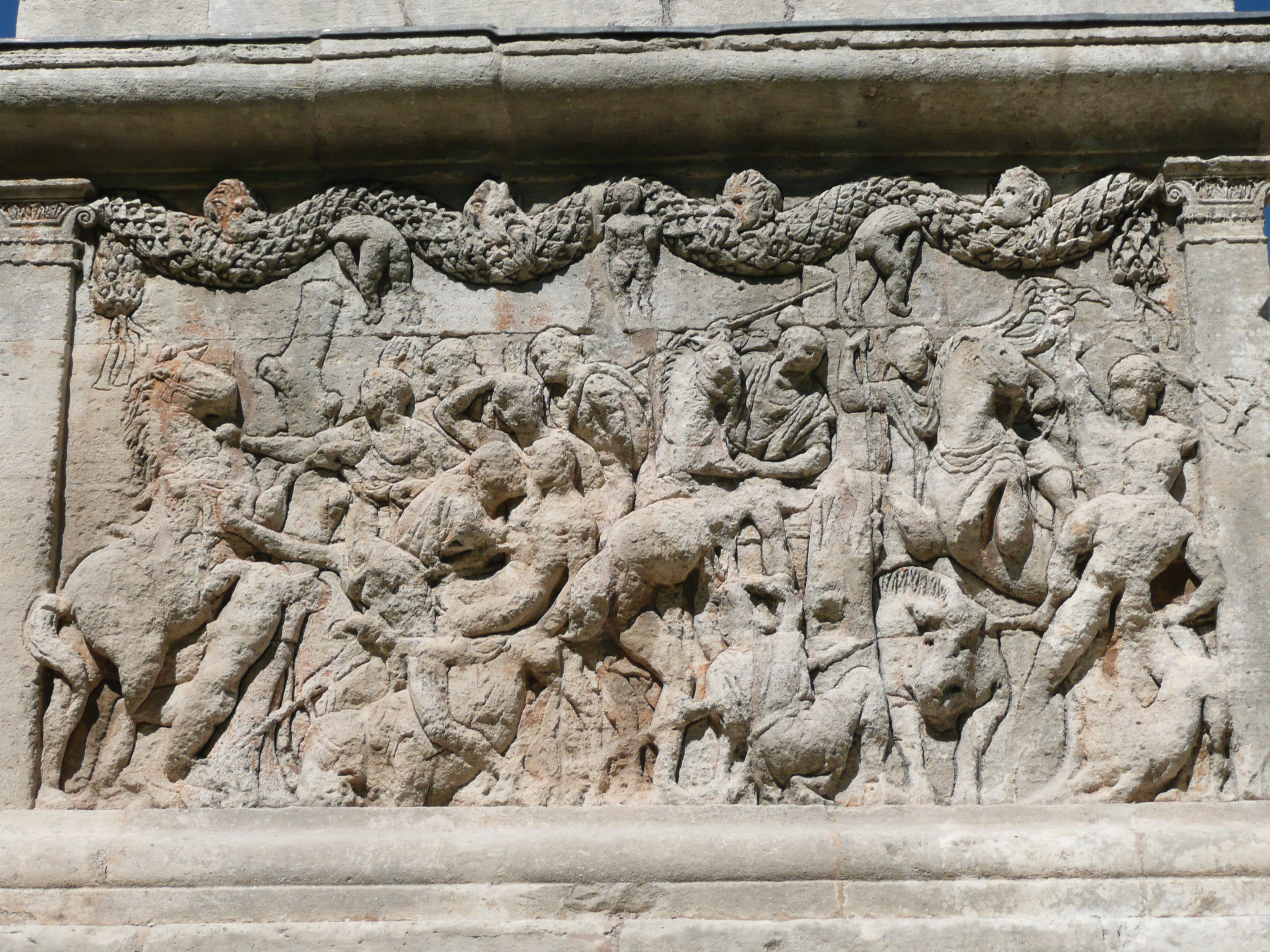
Scena 4: caccia al cinghiale calidonio

## Parte intermedia
Quattro pilastri disposti lungo gli angoli di un quadrato e decorati con colonne corinzie addossate si intersecano tra di loro formando un arco quadrifronte (come l'arco di Giano del foro Boario). La sommità di questa struttura è decorata con creature marine che sorreggono un disco solare, presente su tutti i lati tranne che in quello nord.

## Parte superiore
Un piccolo tempio tondo (tholos) corona il monumento. Esso ospita la statua del defunto e probabilmente di suo figlio, entrambi raffigurati con indosso la toga, che poteva essere indossata solo da cittadini romani. 

## Fonti
- La France gallo-romaine, Pierre Gros, éditions Nathan, 1991
- La tomba dei Giulii a Glanum (St. Rémy-de-Provence) in Gallia Narbonensis, Maurizio Paoletti, Milano, 2012, LED Edizioni Universitarie Lettere Economia Diritto, ISBN 978-88-7916-503-7